# Tempestade tropical Bonnie (2004)
A tempestade tropical Bonnie foi o segundo ciclone tropical da temporada de furacões no Atlântico de 2004. Formou-se no oeste do mar do Caribe em 3 de Agosto e seguiu para o noroeste, adentrando o golfo do México, e posteriormente seguiu para nordeste, alcançando o pico de intensidade com ventos máximos sustentados de 100 km/h antes de atingir a Flórida em 12 de Agosto.
Sendo uma tempestade tropical pequena, Bonnie causou relativamente poucos danos e prejuízos, embora provocasse cerca de 1,5 milhão de dólares em prejuízos e 4 fatalidades na costa leste dos Estados Unidos.